# 王玉汝 (明朝)
王玉汝（1488年—？年），字體成，號守素，廣東省廣州府東莞縣人，明朝政治人物。

## 生平
嘉靖元年（1522年）壬午科廣東鄉試第三十四名舉人，嘉靖十一年（1532年）壬辰科会试第二百八名，第三甲第二百零七名進士。觀都察院政，授江阴县知县，十六年調補潜山县，丁内艰去。起升户部主事，調南工部主事，卒。

## 家族
曾祖王純；祖王貞；父王尚學，府同知進階朝列大夫；母梁氏。具慶下。兄士鵬，弟士鸞；用汝；士鳳；士鶚；與汝。子王所（生員）；王前；王在。

## 延伸阅读
[在维基数据编辑]
 《元史·卷153》，出自宋濂《元史》
 《新元史/卷137》，出自柯劭忞《新元史》